# Jorgos Kasapidis
Jorgos Kasapidis (gr. Γιώργος Κασαπίδης; ur. 28 marca 1971 w Kozani) – grecki samorządowiec i polityk, w latach 2019–2023 roku gubernator Macedonii Zachodniej. Był deputowanym do Parlamentu Hellenów w latach 2004–2015.        

## Życiorys
W 1996 roku ukończył rolnictwo ze specjalizacją w produkcji roślinnej na Uniwersytecie Arystotelesa w Salonikach. W 2000 roku ukończył studia podyplomowe w zakresie gospodarki rolnej i rozwoju regionalnego na tym samym uniwersytecie. W tym samym roku założył Stowarzyszenie Rolników Kozani. W 2002 roku powołał do życia Centrum Ochrony Konsumentów w Kozani. Prowadził program Looking for Dimitra w stacji telewizyjnej West TV of Kozani, był także redaktorem sektora rolno-środowiskowego w biuletynie informacyjnym tego samego kanału telewizyjnego. Odbył służbę wojskową jako oficer rezerwy.  
Pracował następnie jako rzeczoznawca ds. szkód w uprawach rolnych, był także szkoleniowcem w zakresie tematów rolnych. Założył biuro badawcze programów rozwoju obszarów wiejskich.  

### Działalność polityczna
Dołączył do Nowej Demokracji. W wyborach samorządowych w 2002 roku został radnym prefektury Kozani, a następnie także członkiem zarządu tejże prefektury. 
W wyborach parlamentarnych w 2004 roku został wybrany deputowanym do Parlamentu Hellenów. W tym samym roku został sekretarzem parlamentu. Uzyskiwał następnie reelekcję w wyborach w 2007, 2009, 2012, 2013 oraz 2015 roku reprezentując prefekturę Kozani. W 2012 roku został usunięty z klubu parlamentarnego Nowej Demokracji, natomiast rok później do niego powrócił. W parlamencie był członkiem komisji stałych ds. produkcji i handlu, spraw społecznych oraz komisji ds. hellenizmu w diasporze, ochrony środowiska, bezpieczeństwa ruchu drogowego i ds. demografii. Był przewodniczącym komisji ds. przyjaźni grecko-węgierskiej, wiceprzewodniczącym komisji ds. przyjaźni grecko-gruzińskiej, był także członkiem komisji ds. przyjaźni z Francją, Danią, Bułgarią, Iranem, Koreą, Indonezją, Kuwejtem i Libanem. Pełnił także funkcję przewodniczącego greckiej delegacji do Zgromadzenia Parlamentarnego Organizacji Współpracy Gospodarczej Państw Morza Czarnego.
W wyborach samorządowych w 2019 roku został wybrany gubernatorem Macedonii Zachodniej uzyskując 52,01% głosów. 1 września tego samego roku objął swój urząd. W wyborach samorządowych w 2023 roku ponownie ubiegał się o urząd gubernatora, przegrał w drugiej turze z Jorgosem Amanatidisem.